# باردنتاون، نیوجرسی
باردنتاون (به انگلیسی: Bordentown Township) شهری در ایالت نیوجرسی کشور ایالات متحده آمریکا است که جمعیت آن در سرشماری سال ۲۰۱۰ میلادی، ۱۱٬۳۶۷ نفر بوده‌است.